# Subprefectura de Parelheiros
La subprefectura de Parelheiros es una de las 32 subprefecturas de la ciudad de São Paulo, siendo regida por la Ley Nº 13,999 del 1 de agosto del 2002.
Está conformada por dos distritos: Parelheiros y Marsilac que sumados representan un área de 353.5 kilómetros cuadrados y una población de 156 392 habitantes siendo así en la subprefectura más extensa de la ciudad y una de las menos pobladas.

## Historia
La región recibió este nombre debido a las carreras de caballos que tenían lugar entre inmigrantes alemanes y nativos brasileños. Anteriormente se llamaba Santa Cruz. En 1829, varias familias de inmigrantes alemanes fueron enviadas a colonizar la región convirtiéndola en un lugar productivo. La primera actividad económica de la zona fue la extracción de madera que se suministraba en su totalidad a los aserraderos de Santo Amaro que utilizaban la madera en bruto para producir muebles y estructuras para la construcción civil..
Sin contribuciones del gobierno, el sitio cayó rápidamente en mal estado y fue abandonado gradualmente mientras la población buscaba nuevas oportunidades en lugares más céntricos del municipio. En 1940, la región de Parelheiros comenzó a recibir un número considerable de inmigrantes japoneses ayudando a desarrollar la agricultura y la región, lo que convirtió la zona en la mayor área agrícola de São Paulo.
También hay algunas aldeas indígenas que conservan su cultura y tradición situadas cerca de la Estrada da Barragem. Estas tribus mantienen vivas sus costumbres, religiones, culturas y lenguas. El "Cráter de la Colonia" es el resultado del impacto de un cuerpo celeste que golpeó la región hace millones de años. Este importante hito ecológico tiene 3,6 kilómetros de diámetro y algunas parcelas irregulares en su territorio.
Como Parelheiros es un importante activo medioambiental, su importancia para la ciudad queda notoriamente demostrada por la cantidad de riquezas naturales. El ex alcalde Elard Biskamp quería desarrollar el turismo en la zona, utilizando las inmensas áreas verdes y exóticas de la región, contribuyendo así al desarrollo económico de Parelheiros y mejorando la calidad de vida de los residentes locales. 